# Central Intelligence Organization
Pour les articles homonymes, voir CIO.
La Central Intelligence Organisation (Organisation centrale de renseignements - CIO) est le nom des services secrets de Rhodésie, devenu le Zimbabwe en 1980. 

## Historique
L'agence fut formée en 1963 sur instructions de Winston Field, premier ministre de la colonie britannique de Rhodésie du Sud, à la suite de la dissolution de la fédération de Rhodésie et du Nyassaland. Elle succédait au « Federal Intelligence and Security Bureau », qui coordonnait les services de police de la fédération comme la British South Africa Police avec celles de Rhodésie du Nord et du Nyassaland.
Le premier directeur de la CIO fut Ken Flower. 
La CIO fut particulièrement active durant la période d'indépendance unilatérale de la Rhodésie du Sud entre 1965 et 1979. Elle fut impliquée dans plusieurs affaires d'espionnages et d'infiltration des mouvements de guérilla. Elle fut accusée d'être responsable de l'attentat qui porta atteinte à la vie d'Herbert Chitepo à Lusaka en 1975.
En 1980, le premier ministre du Zimbabwe, Robert Mugabe, confirma Ken Flower à la direction de la CIO. Elle participa à la répression des Matabélés dans les années 1980 puis à la répression des opposants à Robert Mugabe dans les années 1990 et 2000. Elle est accusée de couvrir des actes de torture les militants des droits de l'homme dans le Zimbabwe des années 2000.

## Culture populaire
- Des agents de la CIO affrontent la Section 20 britannique dans le septième épisode de la saison 3 de la série Strike Back.